# 石毛宏典
石毛 宏典（いしげ ひろみち、1956年9月22日 - ）は、元プロ野球選手（内野手）・監督・野球解説者、YouTuber。千葉県旭市出身。
日本に於ける独立リーグの創設者・運営者としても知られ、IBLJを設立し、初代代表取締役を務めた。愛称はミスターレオ、ハチ。
現役時代は主に西武ライオンズで活躍し、1996年に福岡ダイエーホークスで現役引退後、同球団の二軍監督・オリックス・ブルーウェーブの監督などを経て、2004年に四国アイランドリーグ（現：四国アイランドリーグplus）を創設し、2009年創設の関西独立リーグ (初代)でも、最高顧問を務めた。
2009年より城西国際大学客員教授。2014年6月1日付で、千葉商科大学付属高等学校硬式野球部のテクニカルアドバイザーに就任し、その後、退任する。2020年よりYouTuberとしても活動する。

## 経歴

### プロ入りまで
銚子市立銚子高等学校では1番打者、遊撃手として活躍し、3年次に1974年夏の甲子園予選千葉大会で決勝に進出する。しかしエースの土屋正勝、4番打者の篠塚利夫を擁する銚子商業高校に完封負けし、甲子園出場を逃した。1年下のチームメイトに銚子洋二（早大、銚子利夫の兄）、遠藤伸久両投手がいた。同年のドラフト会議でロッテオリオンズから6位指名を受けたが、入団を拒否し進学を公言した。
駒澤大学へ進学し、東都大学野球リーグでは3年生までに5回優勝を経験。1977年の全日本大学野球選手権大会では、決勝で原辰徳のいた東海大を延長10回で降し、優勝した。4年次には主将をつとめるが、尾藤福繁、渡部一治ら攻守の主力が卒業し、1978年春季リーグでは一転最下位に沈む。日大との入替戦では投手が払底、急遽石毛が登板し勝利投手となった。同年秋季リーグも4位と低迷するが、石毛は首位打者を獲得し、大学通算では107試合出場、378打数114安打、打率.302、7本塁打、57打点。ベストナイン6回。通算114安打は藤波行雄の133安打、高木豊の115安打に次ぐリーグ3位で、1976年から2年連続で、日米大学野球選手権大会日本代表に選出された。駒大では2学年先輩に森繁和・大宮龍男、3学年先輩に中畑清・二宮至・平田薫がいた。
大学卒業後はプリンスホテルに入社した。チームメイトには住友一哉、中尾孝義、金森栄治などがいた。1979年の第50回都市対抗に東芝府中の補強選手として出場する。初戦第1打席で本塁打を打つなどしたが、準々決勝で中尾が補強されていた熊谷組に敗れた。同年の第4回インターコンチネンタルカップ日本代表に選出され、日本の準優勝に貢献した。1980年にはプリンスホテルとして初となる第51回都市対抗に出場するが、2回戦で新日鉄釜石に延長13回の末に敗退した。同年の第26回アマチュア野球世界選手権日本代表にも選出される。

### 現役時代
1980年度ドラフト会議を前に、プロ入り拒否の態度を示していたが、直前に西武に1位指名であればプロ入りすると表明する。ドラフト会議では、西武ライオンズと阪急ブレーブスから1位指名を受け、西武が石毛の指名を引き当て、入団した。
1981年は開幕から遊撃手、1番打者として出場し、一時はロッテの落合博満と首位打者争いを演じるなど活躍した。同年は打率.311（リーグ7位）、21本塁打の記録を残す。長嶋茂雄以来となる、新人打者として規定打席に達しての打率3割を達成し、新人王を獲得した。
1982年、西武監督に就任した広岡達朗に春季キャンプで「お前、それでよく新人王が獲れたな」と挑発を受けた。このことを広岡は「守備はそう上手いと思わなかったが、打撃で活躍して意気揚々としていた。もう少し上手くなれる選手だと思ったから、あえて挑発した。また、セの原辰徳かパの石毛かと言われていたので、『今、人気からすると原のほうが上だが、その実力では力でも勝てない。もっと勉強しろ』とも言った。」と振り返っている。
このことに反発した石毛は、最初は広岡の言うことを素直に聞かなかったが、石毛のライバル選手に広岡が手取り足取り教える姿を見るうちに、「監督、僕にも教えてください」と率先して教えを受け入れるようになっていった。以降、常勝西武のチームリーダーとしてチームを引っ張り、読売ジャイアンツとの1983年の日本シリーズでは、第6戦で1点ビハインドの9回裏一死満塁で同点打を打つなど活躍した。
1985年はシーズンを通して1番遊撃手で出場し、打率.280、27本塁打、76打点の活躍でチームもリーグ優勝を果たした。しかし、阪神タイガースとの日本シリーズ第3戦の守備で石毛は左翼手金森栄治と衝突したことで膝靱帯を大怪我してしまう。石毛は残り試合も強行出場したが、ここで無理をした結果石毛の遊撃手としての寿命は大幅に縮まったと言われている。
1986年は監督が広岡達朗から森祇晶に交代したが、打率.329（リーグ5位）、27本塁打、89打点の成績で2年連続リーグ優勝と3年ぶりの日本シリーズ制覇に貢献。2年連続打撃三冠王の落合博満や、高卒新人記録を次々と塗り替えた清原和博らを抑え、パ・リーグMVPを獲得した。
1987年、膝の故障やチーム事情から遊撃手から三塁手へコンバートされるが、日本シリーズではセ・リーグ優勝チームの本拠地での試合の場合は指名打者が使えないこともあり、その後もたびたびショートを守ることになる。巨人との1987年の日本シリーズでは第2戦先発の西本聖から先制ソロ、第3戦先発の江川卓から追加点ソロを放った。中日との1988年の日本シリーズでは全5試合で遊撃手としてフル出場し、第1戦はセ・リーグ最多勝のタイトルを獲得した先発の小野和幸からソロ本塁打、第3戦は山本昌広からソロ本塁打・適時打、日本一を決めた第5戦では初回小野から適時二塁打、1点リードされた9回裏、リリーフエース郭源治からバックスクリーンへ起死回生の同点による昭和時代の最後の本塁打を打つなど活躍し、シリーズMVPを獲得した。この年オフには、パ・リーグ野手として初の1億円プレイヤーになる。
1991年の広島との1991年の日本シリーズでは第1戦の4回に紀藤真琴から満塁本塁打を放っている。
現役時代の前半は主に1番打者として活躍していたが、辻発彦の成長、オレステス・デストラーデの入団などのチーム事情もあり、現役時代後半は6番を任されるようになる。ゴールデングラブ賞の常連でもあり、通算成績で200本塁打を打ちながら200盗塁・200犠打を決めているように、走攻守三拍子揃った選手でもあった。
1993年も打率.306（リーグ3位）と活躍するが、翌1994年には同じ三塁手のマイク・パグリアルーロが入団。同年は石毛が111試合出場（101安打）、パグリアルーロは80試合出場（75安打）だった。巨人との日本シリーズでは12打数1安打に終わり、チームも2勝4敗で敗退した。
シーズンオフ、辞任した森祇晶監督の後任監督を打診されたが、就任を固辞した。石毛は「やればできるじゃんと自分で思いました。それなのに、引退して監督になってくれというのは冗談じゃない。三塁の守備だって鈴木健より上手い。監督は今じゃなくてもできるし、2,000本安打も頭にありました」と述べている。FA権を行使し、11月26日に根本陸夫が球団専務を務める福岡ダイエーホークスへ移籍した。同年、工藤公康もFAでホークスへ移籍したが、同一チームの2選手が、別の同一球団へ同一年度にFA移籍した史上初の事例となった。
1995年は怪我で出遅れ、打率2割、本塁打1、打点11と自己ワースト成績に終わり、新人から14年続いていた年間100試合出場、年間100安打、規定打席が途切れ、オールスターゲームの連続出場数が14回で途切れた。オフには50％ダウンの年俸1億円（推定）で更改した。
1996年は出場機会がさらに激減し、オフに戦力構想から外れ、10月9日現役引退を表明した。引退後もダイエーに籍を置き、1997年にロサンゼルス・ドジャースに球団職員の立場でコーチ留学した。
1997年2月に家族と共に渡米してドジャース傘下のマイナー球団に所属し、4月、5月はメジャーリーグのドジャースに帯同。野茂英雄とも間近に接し、6月からはマイナーの3A、2A、1Aと見て回り、2Aでは実際に打撃指導も行なった。シーズン終了はドミニカ共和国のベースボールアカデミーも見学し、精力的に勉強を続け、最終的には「マイナーリーグでコーチをやらないか?」と誘われるまでになった。

### ダイエー二軍監督就任後
1997年シーズン終了後の10月24日、福岡ダイエーホークスの二軍監督に就任。石毛は「投手が指導するのは投手コーチ1人というのはおかしい。ボールを受ける捕手の目線、対戦する打者の目線、バックを守る野手の目線。いろんな角度を見て、みんなで育てればいい」という考え方から担当コーチの肩書を廃止し、コーチは森脇浩司、立花義家らがいた。王貞治の後継監督と目されていた。
入団2年目のアトランタオリンピック野球日本代表の4番打者った松中信彦に「今おまえはこういう感じでこうしようと思って打ってるけどこういう打球しかいかずにイライラするなよ」と話し掛けた。松中が「なんでそこまで？」と食いついてきた。聞く耳を持っていた松中に左脇が空いてヘッドが投手寄りに入ってしまうから、バットの出が遅れる、立花を交えて指摘し、こうしていこうという方向性を出した。松中はこの年、19本でウエスタン・リーグの本塁打王になり、翌1999年から1軍に定着、2004年に打率.358、44本塁打、120打点で三冠王に輝くバッターになっていく。
球団の管理部長にダイエーの強化策について聞かれ、進言した内容にあったという。「西武では根本（陸夫）さん（西武管理部長→ダイエー専務）がまず素材のいい人間を集めた。これはある面では編成の仕事だ」という部分が、ダイエーフロントに対する批判と受け取られ、球団側の怒りを買ってしまったという。シーズン終了後阿蘇へ家族旅行に行ったときに球団専務の根本から「すぐ帰ってこい」と電話があり、声のトーンにただならぬ気配を感じ、急いで福岡に帰ると根本に「おまえ、球団に何を言ったんだ？」と問い詰められ、経緯を説明すると「おまえ、クビだ」、石毛は「建設的な話をしたつもりだったが、球団批判と取られたらしい」と述べている。なお二軍監督の石毛がスタメンをあみだくじやジャンケンで決めていたことが話題となったが、さまざまな打順を経験させることで、たとえば二軍で主砲であっても一軍でバントを命じられて失敗しないようにといった狙いがあったという。基本的には松中を4番に入れた。
1999年から3年間はNHK野球解説者、スポーツニッポンの野球評論家を務めた。

### オリックス監督時代
2001年10月9日オリックス・ブルーウェーブ監督に就任した。しかし、正式発表前にNHKにメジャーリーグのポストシーズン解説を依頼され、断るため、やむなく就任を打ち明けたところ、『NHKニュース』で報道されることになり、こうなっては仕方がないと、スポニチにも監督打診の話を打ち明けた。これが「内部機密を外に漏らすようなやつは信用ならん」とオーナーの宮内義彦の不興を買い、石毛も反発して「この話、白紙に戻しましょうや」と応じた。結局NHKとスポニチに事前報道しないよう依頼し、いずれも自粛に応じた。
最終的に監督就任は実現し、打撃コーチに立花義家、二軍監督兼打撃コーチにプリンスホテルの同期中尾孝義を招聘した。投手コーチは藤田学だった。オリックスの監督に就任して、「仰木彬前監督は選手が一堂に会したミーティングを開いたことがなく指示は選手に個別に伝えていた」と聞いて驚き、早速マネージャーにミーティングの場所を確保させた。
就任初年度となる2002年は、貧打が要因で球団では39年ぶり、オリックスでは初の最下位に終わった。フェルナンド・セギノールは同年5月終了時点で16本塁打を放つなど長打力を発揮したが、石毛は確実性の低さ(打率.245)を嫌ったのか、6月以降はしばしばセギノールをスタメンから外した。また、同月下旬には「なぜ干されているか分かっとらん。自分で気が付くまで使わん」、「いつもベンチでボーッとしとる」などと態度面にも苦言を呈した。これを聞いたセギノールから「言われたことをやってきた自負はある。チームの勝利を追求したときに(外国人を使わないのは)どうなのかな」と異議を唱えられても、「そうする(勝利を追求する)から彼らを外すんだよ。復帰して、いくつ三振食らってるんだよ」と態度を硬化させたまま。結局、セギノールは「89試合・.204・23本・47打点」という成績だった8月末に二軍落ちとなると、その後復帰できないまま9月末に球団から解雇されてしまった。葛城育郎は石毛に打撃フォームの変更を命じられうまくいかず合わなかった。2年目に結果を出したオープンスタンスなどに駄目出しされ、指示に従ったが、結果が出なかった。オープン戦は1割くらいしか打てず、自分の感覚を取り戻すためにフォームを少しずつ戻していったが、石毛からは再び「今のままじゃお前の先はない」と言われ、迷走状態に。葛城は「で、打てないからバントのサインが出たんです。なんでやねんって思いました。僕、それまでバント練習をしてなかったんです。それならちゃんとやらせてほしいと思いながら、失敗して、ヘルメットをガーンって投げて、ベンチをガーンと蹴って、その態度に『何やお前は』ってなって次の日からファームです。『落とさないって言いましたよね』って言いにいったんですけど『態度が気に食わん』って言われて」と述べ、その後、2軍でフォームを戻し調子も取り戻した時期もあったが、狂った歯車など、すべてを元に戻すことはできなかった。成績は打率.221、1本塁打、12打点に終わった。宮内義彦オーナーは岡添裕球団社長に監督交代を促したが岡添球団社長は突っぱねた。2003年は吉井理人、山﨑武司、ホセ・オーティズ、ルーズベルト・ブラウン、マック鈴木を大型補強し、中尾が一軍ヘッド兼バッテリーコーチに就任し、開幕6連戦で1勝5敗、石毛の采配に対する不満やチーム内の不調和音が増すにつれ、石毛の早期解任が決定的になった。20試合（7勝12敗1分け）終了時点である4月23日（西武戦後）解任された。
監督としての資質が疑問視されたが、石毛は「イチローも田口壮もジョージ・アリアスも加藤伸一もいなくなって戦力が足りなかった」と述べている。石毛によると、解任の引き金となったのは、新外国人選手のブラウン、オーティズを不振で二軍に落としたことが彼らを採用した球団社長の岡添裕への意趣返しと見なされたことが要因だったという。中尾は「球団の方を向いているコーチと石毛のコミュニケーションもうまくいってなかった」と述べている。

### 独立リーグ創設
2004年、IBLJを設立し代表取締役に就任し、四国アイランドリーグ（現四国アイランドリーグplus）を設立した。オリックス監督を解任された後、IBLJの設立を思いついたことについては「（監督が）3年契約で、残り1年8か月分の給料はもらえる。どうせあぶく銭だし、活動資金になるなと思ってね」と述べている。
2007年3月10日、IBLJ代表取締役を退任し、コミッショナー専任となり、12月31日の契約満了を以ってリーグ運営から完全に撤退したが、同社設立時（単独で全額出資）から現在も主要株主の中に名を残している。コミッショナー退任について、自身のブログで「自分から言い出したものではなく、リーグ側で契約の更新を行わないと決めた」と説明した。2008年1月、愛媛マンダリンパイレーツのシニア・チームアドバイザーに就任した（その後退任）。
また、2008年3月には関西独立リーグの構想を表明し、2009年に関西独立リーグ発足後は最高顧問に就任。しかし、同年5月に発覚したリーグから球団への分配金の未払問題に関連して、リーグ発足後はほとんど運営にタッチしていないことが報じられた。リーグ運営から撤退した株式会社ステラに代わる運営会社の代表に就任した木村竹志は、5月28日に開いた会議後の会見で、「（石毛との）関係には区切りが付いたと考えてもらっていい」と発言し、新会社発足後のリーグ運営に石毛が関与しないことを示唆し、石毛は最高顧問を辞任。これに関して石毛は「オレは（リーグの）広告塔みたいな感じ（で参加した）」「（最高顧問なのに何もしてくれなかったという各球団の声に）立ち上げの前段階でいろいろやったのに、これまで礼もなければ報告も相談もなく、こうなってから『何もしてくれなかった』って言い方はない」と話す一方、「自分が悪者にされても、存続して（独立リーグが）広がってくれればいい」とも述べている。

### 独立リーグ以降
2009年、古巣の西武ライオンズが主催する『ライオンズ・クラシック2009』のエグゼクティブプロデューサーに就任するとともに、始球式にも登場。9月1日付で、地元・千葉県に本部を置く城西国際大学の客員教授に着任。
2010年12月7日、野球殿堂入り候補者名簿・プレーヤー部門に掲載された。
2013年、FOX SPORTS ジャパンによるNPB試合中継への参入を受けて、同局のプロ野球中継・情報番組『BASEBALL CENTER』のアナリスト（専属解説者）に就任。その一方で、プロ野球経験者による学生野球の指導に必要な研修会を受講した。
2014年、1月20日付で、日本学生野球協会から学生野球資格の回復を認定。6月1日からは、駒澤大学時代の石毛の2年先輩・染谷希一が監督を務める千葉商科大学付属高等学校硬式野球部で、非常勤のテクニカルアドバイザーとして部員を随時指導している。ちなみに、NPB球団の監督経験者が母校以外の高校で本格的に野球を指導するのは、石毛が初めてである。
野球解説者としては、2018年から西武OBとして文化放送のゲスト出演するほか、2020年からは本数契約としてテレビ埼玉のプロ野球中継に出演している。

## 詳細情報

### 年度別打撃成績
| 年 度      | 球 団      | 試 合 | 打 席 | 打 数 | 得 点 | 安 打 | 二 塁 打 | 三 塁 打 | 本 塁 打 | 塁 打 | 打 点 | 盗 塁 | 盗 塁 死 | 犠 打 | 犠 飛 | 四 球 | 敬 遠 | 死 球 | 三 振 | 併 殺 打 | 打 率 | 出 塁 率 | 長 打 率 | O P S |
| ---------- | ---------- | ----- | ----- | ----- | ----- | ----- | -------- | -------- | -------- | ----- | ----- | ----- | -------- | ----- | ----- | ----- | ----- | ----- | ----- | -------- | ----- | -------- | -------- | ----- |
| 1981       | 西武       | 121   | 492   | 409   | 82    | 127   | 21       | 3        | 21       | 217   | 55    | 25    | 9        | 31    | 4     | 44    | 2     | 4     | 96    | 5        | .311  | .380     | .531     | .911  |
| 1982       | 西武       | 124   | 537   | 464   | 64    | 120   | 17       | 2        | 15       | 186   | 54    | 22    | 4        | 15    | 2     | 55    | 2     | 1     | 112   | 5        | .259  | .337     | .401     | .738  |
| 1983       | 西武       | 128   | 525   | 439   | 86    | 133   | 26       | 7        | 16       | 221   | 64    | 29    | 5        | 21    | 0     | 59    | 0     | 6     | 63    | 10       | .303  | .393     | .503     | .896  |
| 1984       | 西武       | 124   | 523   | 452   | 91    | 117   | 28       | 1        | 26       | 225   | 71    | 26    | 10       | 11    | 4     | 53    | 0     | 3     | 82    | 4        | .259  | .338     | .498     | .836  |
| 1985       | 西武       | 130   | 607   | 504   | 96    | 141   | 26       | 4        | 27       | 256   | 76    | 11    | 3        | 8     | 5     | 88    | 4     | 2     | 86    | 4        | .280  | .386     | .508     | .894  |
| 1986       | 西武       | 129   | 586   | 514   | 91    | 169   | 23       | 0        | 27       | 273   | 89    | 19    | 10       | 13    | 7     | 46    | 2     | 6     | 71    | 6        | .329  | .386     | .531     | .917  |
| 1987       | 西武       | 130   | 582   | 525   | 80    | 141   | 20       | 0        | 11       | 194   | 41    | 14    | 3        | 5     | 2     | 47    | 5     | 3     | 89    | 6        | .269  | .331     | .370     | .701  |
| 1988       | 西武       | 130   | 594   | 508   | 84    | 144   | 15       | 1        | 21       | 224   | 63    | 22    | 4        | 12    | 6     | 66    | 7     | 2     | 79    | 10       | .283  | .364     | .441     | .805  |
| 1989       | 西武       | 130   | 612   | 486   | 78    | 131   | 21       | 4        | 16       | 208   | 63    | 28    | 5        | 17    | 5     | 98    | 5     | 6     | 66    | 16       | .270  | .395     | .428     | .823  |
| 1990       | 西武       | 100   | 413   | 359   | 48    | 107   | 21       | 1        | 8        | 154   | 47    | 7     | 1        | 9     | 5     | 39    | 2     | 1     | 41    | 12       | .298  | .364     | .429     | .793  |
| 1991       | 西武       | 122   | 487   | 417   | 49    | 112   | 24       | 1        | 13       | 177   | 61    | 8     | 4        | 22    | 6     | 41    | 1     | 1     | 64    | 9        | .269  | .331     | .424     | .755  |
| 1992       | 西武       | 125   | 504   | 438   | 64    | 130   | 27       | 0        | 8        | 181   | 52    | 11    | 3        | 22    | 1     | 39    | 0     | 4     | 80    | 16       | .297  | .359     | .413     | .772  |
| 1993       | 西武       | 122   | 506   | 434   | 64    | 133   | 26       | 2        | 15       | 208   | 53    | 12    | 5        | 13    | 0     | 59    | 1     | 0     | 83    | 10       | .306  | .389     | .479     | .868  |
| 1994       | 西武       | 111   | 439   | 380   | 60    | 101   | 13       | 2        | 11       | 151   | 46    | 8     | 4        | 15    | 3     | 41    | 1     | 0     | 79    | 13       | .266  | .335     | .397     | .732  |
| 1995       | ダイエー   | 52    | 134   | 120   | 11    | 24    | 6        | 0        | 1        | 33    | 11    | 0     | 1        | 3     | 1     | 8     | 0     | 2     | 31    | 4        | .200  | .260     | .275     | .535  |
| 1996       | ダイエー   | 18    | 29    | 23    | 1     | 3     | 0        | 0        | 0        | 3     | 1     | 1     | 0        | 1     | 1     | 4     | 0     | 0     | 5     | 2        | .130  | .250     | .130     | .380  |
| 通算：16年 | 通算：16年 | 1796  | 7570  | 6472  | 1049  | 1833  | 314      | 28       | 236      | 2911  | 847   | 243   | 71       | 218   | 52    | 787   | 32    | 41    | 1127  | 132      | .283  | .362     | .450     | .812  |

- 各年度の太字はリーグ最高

### 年度別監督成績
| 年 度 | 球 団      | 順 位 | 試 合 | 勝 利 | 敗 戦 | 引 分 | 勝 率 | ゲ ｜ ム 差 | 本 塁 打 | 打 率  | 防 御 率 | 年 齡 |
| ----- | ---------- | ----- | ----- | ----- | ----- | ----- | ----- | ----------- | -------- | ------ | -------- | ----- |
| 2002  | オリックス | 6位   | 140   | 50    | 87    | 3     | .365  | 39          | 102      | .235   | 3.58     | 46歳  |
| 2003  | オリックス | --    | 20    | 7     | 12    | 1     | .368  | (33.5)      | (174)    | (.276) | (5.95)   | 46歳  |
| 通算  | 通算       | 通算  | 160   | 57    | 99    | 4     | .365  |             |          |        |          |       |

- 2001年から2003年までは140試合制
2003年は4月23日に監督解任。後任監督はレオン・リー。括弧内の成績はその年のシーズン記録。

### 表彰
- 最優秀選手：1回（1986年）
- 新人王（1981年）
- ベストナイン：8回（遊撃手＝1981年 - 1983年、1985年 - 1986年 三塁手＝1987年、1992年 - 1993年） ※複数部門に跨がっての8度受賞はパ・リーグ最多
- ゴールデングラブ賞：10回（遊撃手＝1981年 - 1983年、1985年 - 1986年 三塁手＝1987年 - 1988年、1991年 - 1993年） ※複数部門に跨がっての10度受賞は歴代最多タイ（他に宮本慎也）、パ・リーグ最多
- 月間MVP：3回（1981年6月、1986年6月、1986年8月）
- 日本シリーズMVP：1回（1988年）
- 日本シリーズ敢闘賞：1回（1985年）
- 日本シリーズ優秀選手賞：3回（1986年、1987年、1992年）
- オールスターゲームMVP：1回（1987年 第2戦）

### 記録
初記録
- 初出場・初先発出場：1981年4月4日、対ロッテオリオンズ1回戦（川崎球場）、1番・遊撃手として先発出場
- 初打席・初安打：同上、1回表に村田兆治から中前安打
- 初盗塁：同上、1回表に二盗（投手：村田兆治、捕手：土肥健二）
- 初本塁打・初打点：同上、5回表に村田兆治から右越ソロ

節目の記録
- 100本塁打：1985年8月16日、対阪急ブレーブス17回戦（西武ライオンズ球場）、5回裏に今井雄太郎からソロ ※史上141人目
- 1000安打：1988年6月7日、対南海ホークス7回戦（西武ライオンズ球場）、3回裏に加藤伸一から中前安打 ※史上152人目
- 150本塁打：1988年7月17日、対日本ハムファイターズ16回戦（東京ドーム）、8回表に河野博文からソロ ※史上86人目
- 1000試合出場：1988年9月23日、対南海ホークス20回戦（大阪スタヂアム）、1番・三塁手として先発出場 ※史上279人目
- 200本塁打：1991年8月7日、対近鉄バファローズ17回戦（西武ライオンズ球場）、3回裏に小野和義からソロ ※史上60人目
- 1500試合出場：1993年4月17日、対千葉ロッテマリーンズ2回戦（千葉マリンスタジアム）、1番・三塁手として先発出場 ※史上105人目
- 1000三振：1993年9月29日、対千葉ロッテマリーンズ23回戦（西武ライオンズ球場）、2回裏に荘勝雄から ※史上18人目
- 200犠打：1994年4月10日、対近鉄バファローズ2回戦（西武ライオンズ球場）、8回裏に小池秀郎から三塁前犠打 ※史上13人目
- 1000得点：1994年6月12日、対福岡ダイエーホークス11回戦（西武ライオンズ球場）、2回裏に伊東勤の左前適時打で生還して記録 ※史上25人目

その他の記録
- 日本シリーズ17試合連続安打：1985年第5戦 - 1988年第1戦 ※シリーズ記録
- 通算初回先頭打者本塁打：30本（表18本、裏12本）※歴代4位
- シーズン初回先頭打者本塁打：8本（1986年）※当時の日本プロ野球タイ記録（2007年高橋由伸が9本で更新）、現在もパ・リーグタイ記録（1972年福本豊・1996年ロブ・デューシーとタイ）。右打者としては1978年デイブ・ヒルトンや1999年緒方孝市とならび日本プロ野球最多タイ記録、パ・リーグ記録
- 1イニング2本塁打：1994年6月11日、対福岡ダイエーホークス11回戦（西武ライオンズ球場）、7回裏に池田親興・矢野未乗から
- 新人の開幕戦本塁打 ※史上9人目[27]
- 新人の開幕からの2試合連続本塁打 ※史上2人目[28]
- 23試合連続安打：1986年7月29日 - 8月27日
- シーズン守備率：.991（1990年）※三塁手としてのパ・リーグ記録
- オールスターゲーム出場：14回（1981年 - 1994年）

### 背番号
- 7（1981年 - 1994年、1996年）
- 0（1995年）
- 78（1998年）
- 87（2002年 - 2003年）

## 関連情報

### 著書
- 『石毛宏典の「独立リーグ」奮闘記』 アトラス出版、2009年11月24日初版 ISBN 978-4-901108-85-0

### 出演
- 第32回NHK紅白歌合戦（1981年12月31日、NHK総合・ラジオ第1） - 審査員
- NHKプロ野球（NHK総合・BS・ラジオ第1） - 解説者として出演
- FOX SPORTS ジャパン（FOX bs238） 「BASEBALL CENTER」解説者